# Južnouzbečki jezik
Južnouzbečki jezik  (ISO 639-3: uzs), jedan od istočnoturkijskih jezika, kojim govori 1 400 000 ljudi Afganistanu (WA 1991), provincija Fariab, te u azijskom dijelu Turske u provincijama Hatay, Gaziantep i Urfa 1 980 (1982), gdje su došli kao izbjegllice iz Afganistana.
Jedan je od dva člana uzbečkog makrojezika [uzb]; drugi je sjevernouzbečki [uzn].

## Vanjske poveznice
- Ethnologue (14th)
- Ethnologue (15th)